# Scaphios
Genre
Scaphios est un genre d'araignées aranéomorphes de la famille des Oonopidae.

## Distribution
Les espèces de ce genre se rencontrent en Équateur et en Colombie.

## Liste des espèces
Selon World Spider Catalog (version 15.0, 2014) :
- Scaphios cayambe Platnick & Dupérré, 2010
- Scaphios jatun Platnick & Dupérré, 2010
- Scaphios napo Platnick & Dupérré, 2010
- Scaphios orellana Platnick & Dupérré, 2010
- Scaphios planada Platnick & Dupérré, 2010
- Scaphios puyo Platnick & Dupérré, 2010
- Scaphios wagra Platnick & Dupérré, 2010
- Scaphios yanayacu Platnick & Dupérré, 2010

## Publication originale
- Platnick & Dupérré, 2010 : The Andean goblin spiders of the new genera Niarchos and Scaphios (Araneae, Oonopidae). Bulletin of the American Museum of Natural History, no 345, p. 1-120 (texte intégral).